# Władimir Georgiew
Władimir Georgiew, bułg. Владимир Георгиев (ur. 27 sierpnia 1975 w Sofii) – bułgarski szachista, reprezentant Macedonii od 2002, arcymistrz od 2000 roku.

## Kariera szachowa
Pierwsze międzynarodowe sukcesy odniósł w cyklicznym turnieju juniorów w Hallsbergu, na przełomie 1991 i 1992 zajmując II m. (za Andriejem Szczekaczewem, a w edycji 1992/93 dzieląc II m. (za Aleksandrem Oniszczukiem, wspólnie z Oganesem Danielianem). Do czołówki bułgarskich szachistów awansował w połowie lat 90. XX wieku. W 1995 zdobył w Sofii tytuł indywidualnego mistrza kraju, natomiast w 1996 wystąpił w narodowej drużynie na szachowej olimpiadzie w Erywaniu, a w 1999 – na drużynowych mistrzostwach Europy w Batumi (gdzie bułgarscy szachiści zajęli IV miejsce). Od 2002 należy do ścisłej czołówki szachistów Macedonii: w latach 2002, 2004, 2006, 2008 i 2010 reprezentował ten kraj na olimpiadach (w 2004 zdobywając srebrny medal za indywidualny wynik na III szachownicy), natomiast w 2003, 2005, 2007, 2009 i 2011 – na drużynowych mistrzostwach Europy. W 2007 zdobył tytuł indywidualnego mistrza Macedonii.
Wielokrotnie startował w turniejach międzynarodowych, odnosząc szereg sukcesów, m.in. w:
- Balaguerze – dwukrotnie (1996, II m. (za Giennadijem Timoszczenko oraz 1997, I m.)[7],
- Barberze – dwukrotnie I m. (1999 i 2000),
- Porto (1999, I m.),
- Turyn – dwukrotnie (2000, dz. I m. wspólnie z Markiem Paragua i Władimirem Jepiszynem oraz 2002, dz. I m. wspólnie z Miroljubem Laziciem(inne języki)),
- Salou (2000, dz. I m. wspólnie z Igorem Miladinoviciem)
- Hamburgu (2000, dz. I m. wspólnie z Dorianem Rogozenko, Ivanem Farago, Jonny Hectorem, Wasilijem Jemielinem i Zigurdsem Lanką),
- Cutro – dwukrotnie (2001, dz. I m. wspólnie z Borysem Czatałbaszewem oraz 2002, II m. za Olegiem Korniejewem),
- Reggio Emilii (2001/02, dz. I m. wspólnie z Aleksandrem Delczewem, Miso Cebalo i Borysem Czatałbaszewem),
- Bad Wörishofen (2003, dz. II m. za Stanisławem Sawczenko, wspólnie z Aloyzasem Kveinysem, Arkadijem Rotsteinem, Feliksem Lewinem i Olegiem Korniejewem),
- Belfort (2003, II m. za Igorem Miladinoviciem),
- Lublanie (2003, dz. II m. za Aleksandrem Delczewem, wspólnie z Siergiejem Fiedorczukiem, Ivanem Farago, Ognjenem Jovaniciem, Draganem Solakiem, Giennadijem Timoszczenko i Milosem Pavloviciem),
- Sitges (2003, dz. I m. wspólnie z Juanem Borgesem Mateosem i Salvadorem Alonso),
- Kishu (2003, II m. za Ehsanem Ghaemem Maghamim),
- Wijk aan Zee (2005, turniej Corus-C, I m.),
- Chicago (2006, dz. II m. za Pascalem Charbonneau, wspólnie z Nikołą Mitkowem i Benjaminem Finegoldem),
- Schaumburgu (2006, dz. II m. za Witalijem Gołodem, wspólnie z Dmitrijem Gurewiczem i Erikiem Lawsonem(inne języki)),
- Alajueli (2006, I m.),
- Vandœuvre-lès-Nancy (2006, dz. II m. za Petrem Veličką, wspólnie z Thomasem Henrichsem(inne języki) i Thorstenem Michaelem Haubem(inne języki)),
- Weronie (2007, dz. I m. wspólnie z Daniele Genocchio(inne języki)),
- Neuhausen – dwukrotnie (2007, dz. I m. wspólnie z Jurijem Kuzubowem oraz 2008, dz. I m. wspólnie z m.in. Henrikiem Teske i Sebastianem Bognerem),
- Bad Wörishofen (2008, dz. I m. wspólnie z Henrikiem Teske, Władysławem Borowikowem, Władimirem Burmakinem, Jurijem Drozdowskim i Eduardasem Rozentalisem),
- Dieren (2011, dz. I m. wspólnie z Jurijem Wowkiem i Maksimem Turowem).

Najwyższy ranking w dotychczasowej karierze osiągnął 1 października 2003, z wynikiem 2596 punktów zajmował wówczas 3. miejsce (za Kiryłem Georgijewem i Tonim Najdoskim) wśród macedońskich szachistów.